# Liste der Kulturdenkmale in Biesnitz
In der Liste der Kulturdenkmale in Biesnitz sind sämtliche Kulturdenkmale des Görlitzer Stadtteils Biesnitz verzeichnet, die bis September 2024 vom Landesamt für Denkmalpflege Sachsen erfasst wurden (ohne archäologische Kulturdenkmale). Die Anmerkungen sind zu beachten.
Diese Liste ist eine Teilliste der Liste der Kulturdenkmale in Görlitz.

## Liste der Kulturdenkmale in Biesnitz
| Bild                                    | Bezeichnung | Lage                                                    | Datierung                                                                                                   | Beschreibung | ID       |
| --------------------------------------- | --- | ------------------------------------------------------- | --- | --- | -------- |
| Direkt Bild zu diesem Denkmal hochladen | Wohnhaus | Am Berge 2 (Karte)                                      | Bezeichnet mit 1932                                                                                         | Putzbau, Veranden an der Giebelseite, baugeschichtlich von Bedeutung | 09281976 |
| Direkt Bild zu diesem Denkmal hochladen | Haus Bergfrieden; Villa und Berceau (Laubengang) im Vorgarten | Am Berge 4 (Karte)                                      | Um 1910 | Baugeschichtlich von Bedeutung. Einfriedung Ziegel mit Granitaufsätzen. Mittelerker über Erdgeschoss und 1. Obergeschoss Granitquader. Granitsockel. Originale Fenster. Beschreibung der Gartenelemente: - Einfriedung: ein erhaltener Zaunpfeiler aus rotem Klinkermauerwerk an der Südostecke - Gartenbauten: geradlinig vom Zugang an der Straße Am Berge zur Villa führender Laubengang aus Metallkonstruktion mit Wein - Bemerkung: Stützmauer und Pfeiler des Zaunes wurden aus rot gefärbten Betonfertigteilen neu errichtet | 09281975 |
| Direkt Bild zu diesem Denkmal hochladen | Villa | Am Berge 6 (Karte)                                      | Um 1905 | Putzbau im Reformstil, sehr anspruchsvoll, baugeschichtlich von Bedeutung. Halbrunde Loggia im Erdgeschoss und Balkon im 1. Obergeschoss. Großes gebrochenes Dach, kleiner Krüppelwalm. Granitsockel. Originale Fenster. | 09281974 |
| Direkt Bild zu diesem Denkmal hochladen | Holzbohlenhaus der Christoph & Unmack AG Niesky | Am Berge 7 (Karte)                                      | 1932 | Holzhaus in Fertigteilbauwese der Firma Christoph & Unmack AG Niesky, baugeschichtlich und architekturgeschichtlich von Bedeutung. Zweigeschossig mit massivem Unterbau. Dieser nur von der Talseite sichtbar. Flaches, nur „bekriechbares“ Satteldach. Rote hölzerne Fenstereinrahmungen, originale Fenstergitter. Sehr modern in Konstruktion und Stil: Die durchlaufenden Bohlen überschneiden sich, wie üblich, an den Ecken (Blockbauweise), und kragen dabei nach oben immer weiter aus. Einbauschränke als Trennwände. | 09281973 |
| Direkt Bild zu diesem Denkmal hochladen | Villa | Am Berge 8 (Karte)                                      | Um 1910 | Eingeschossig mit ausgleichendem Sockelgeschoss, gebrochenes Dach, baugeschichtlich von Bedeutung | 09281972 |
| Direkt Bild zu diesem Denkmal hochladen | Wohnhaus mit Wohngeschoss in Blockbauweise, Christoph & Unmack AG Niesky | Am Berge 10 (Karte)                                     | 1913 | Mit Wohngeschoss in Blockbauweise, Christoph & Unmack AG, Niesky, Sockelgeschoss teils Ziegel, teils Beton, Auftraggeber Rentner Alois Schönberger, baugeschichtlich und architekturgeschichtlich von Bedeutung. Jugendstilige Fenstervergitterung mit floralen Motiven. Nach hinten jüngerer Anbau. | 09281971 |
| Direkt Bild zu diesem Denkmal hochladen | Holzblockhaus der Christoph & Unmack AG Niesky | Am Berge 16 (Karte)                                     | Um 1914/15                                                                                                  | Holzblockhaus der Christoph & Unmack AG, massiver Unterbau in Granitquadern, ein Geschoss in Holzbohlen, flaches, teilweise begehbares Dach, erhalten auch die Innenarchitektur, baugeschichtlich und architekturgeschichtlich von Bedeutung. Schöne originale, reichgesprosste Fenster. Fensterläden. | 09281970 |
| Direkt Bild zu diesem Denkmal hochladen | Villa | Am Berge 18 (Karte)                                     | Um 1910 | Zwei Baukörper, dabei einer mit anspruchsvollem Giebel mit Putzrahmungen und der andere längs des Berges mit vorgelegter Holzveranda, baugeschichtlich von Bedeutung. Hölzerner Uhu auf Firstspitze. | 09281969 |
| Direkt Bild zu diesem Denkmal hochladen | Villa | Am Berge 20 (Karte)                                     | Um 1910 | Im Heimatstil, Sockel aus Bruchstein, ein Geschoss, gebrochenes Dach, wobei der Giebel nach vorn weist, im Erdgeschoss hier fünfeckige bedachte Veranda, baugeschichtlich von Bedeutung | 09281968 |
| Direkt Bild zu diesem Denkmal hochladen | Verwaltungs- und Wirtschaftsgebäude der einstigen Silberfuchsfarm | Am Loenschen Gut 24 (Karte)                             | 1930/1931                                                                                                   | Massiver Sockel mit Keller, darauf Blockhaus mit einem Geschoss und eingezogenem Aussichtsgeschoss, Architekt Georg Marschall aus Petersdorf im Riesengebirge, die Bohlen an den Ecken überstehend, Bau im Geist modern im Neuen Bauen, als modernes Blockhaus baugeschichtlich singulärer Wert | 09307219 |
| Direkt Bild zu diesem Denkmal hochladen | Gaststätte mit Kolonnadenanbau nach hinten (Zur Landeskrone; Zum Kulmbacher Postillion) | Aufgangstraße 6 (Karte)                                 | 1860er Jahre                                                                                                | Im Hauptbau großer Saal, baugeschichtlich und ortsgeschichtlich von Bedeutung. Die Gaststätte mit Fremdenzimmern hieß eine Zeit lang „Zum Kulmbacher Postillion“. Innen keinerlei Originalsubstanz. Die Holzkolonnaden können gemäß Auskunft vom 2. Januar 2016 umgesetzt werden. | 09281946 |
| Direkt Bild zu diesem Denkmal hochladen | Wohnhaus in Ecklage, mit Einfriedung | Beethovenstraße 2 (Karte)                               | 1920er Jahre                                                                                                | Profilierte Gewände und Gesimse, gebrochenes Dach, Einfriedung Granitpfeiler mit hölzernen Zaunsfeldern, baugeschichtlich von Bedeutung | 09281986 |
| Weitere Bilder                          | Landeskrone (Sachgesamtheit) | Fahrstraße 1 (Karte)                                    | 19. Jahrhundert                                                                                             | Sachgesamtheit Landeskrone mit folgenden Einzeldenkmalen: Reste der mittelalterlichen Burg auf dem Gipfel und am Südhang, der sogenannte „Kleine Turm“ als Ausguck und Schutzhaus, Körner-Denkmal, neue Berggaststätte mit Turm, Bismarckturm an der Lindenallee und Brunnenhaus im nordöstlichen Parkbereich (siehe Einzeldenkmale unter gleicher Anschrift, Obj. 09282086) sowie der Waldpark mit Lindenallee, Wegesystem mit steinernen Befestigungen, Treppenanlage, Aussichtspunkten und markanten Baumpflanzungen (Gartendenkmal); die Kuppe der Landeskrone war ab 15. Jahrhundert kahl und wurde erst im 19. Jahrhundert wieder aufgeforstet, baugeschichtlich, geschichtlich und landschaftsgestaltend von Bedeutung. Beschreibung des Gartendenkmals - Aussichtsgebäude: Kleiner Aussichtsturm mit Zinnen, über dem Eingang des Turmes eine Steintafel mit Inschrift: „Auf den Ruinen der Vorzeit erbaut von Freunden der schönen Natur. Unterstützet dieses Haus Carl Andreas von Meyer zu Klonow im Jahr MDCCLXXXXVI. Sein Tod lies es ihn vollendet nicht betreten.“ - Bodenrelief: ein vulkanisch entstandener zweigipfliger Basaltfelsen (Nord- und Südkuppe) vom Typ eines Kegelberges mit Granodioritsockel und Basaltkegel (Basaltdurchbruch in der Lausitzer Granitplatte), Fahrweg zum Teil abgestützt durch Bruchsteinmauerwerk, zwei Terrassen (untere und obere) mit Stützmauern aus Bruchsteinmauerwerk (Basalt) und Abdeckplatten (Granit) sowie Granitpfeilern für das Geländer an der Gaststätte auf der Bergkuppe, eine halbrunde Aussichtsterrasse mit Stützmauer aus Bruchsteinmauerwerk bei der Gaststätte, Aussichtspunkte am Fahrweg mit Stützmauern aus Bruchsteinmauerwerk - Erschließung: ein Fahrweg, Fußwege, geradlinig verlaufender Treppenweg mit Granitstufen (erneuert), Treppenweg (Granitstufen und Pflasterflächen) und Treppe (Granitstufen) zum Kleinen Aussichtsturm, Treppe von der unteren zur oberen Terrasse, Zick-Zack-Weg, vereinzelte Stufen, zwei kleine Sandsteintreppen zum Bismarckturm - Gehölze: Baumallee (Linden) am geradlinigen Treppenweg, drei Spitzahorn auf der oberen Terrassen an der Gaststätte, Waldbestände (Eschen-Winterlinden-Hainbuchen-Wald mit Perlgras-Ausbildung, Eschen-Winterlinden-Hainbuchenwald mit Schwalbenwurz-Ausbildung, Winterlinden-Stieleichen-Wald), Gebüsch (Dorngebüsch mit Halbtrockenrasen), Aufforstungen (Buchenaufforstung, Fichtenaufforstung) - Ausstattung: Sitzplätze mit Bruchsteineinfassung am Nordweg, Reste eines sogenannten Tiergartengitters (Rundeisenpfeiler) und Reste einer Bank (zwei Granitsteinsockel) im Norden des Bismarckturmes - Wasserelemente: Wasserreservoire (?) mit Treppe im Nordosten im unteren Bereich des Berges - Blickbeziehungen: Rundblick bis zum Zittauer Gebirge, Iser- und Riesengebirge und über das Oberlausitzer Bergland, Hauptaussicht vom Kleinen Aussichtsturm zur Stadt, weite Aussicht nach Westen von einem Aussichtspunkt, ehemalige Aussichten von Aussichtspunkten am Fahrweg, Aussichtspunkt am Rundweg, Aussichtspunkt vor dem Bismarckturm mit Aussicht in die Landschaft nach Osten - Denkmäler: Körnerdenkmal, auf Granitsockel Granitstele mit einer Profildarstellung als Bronzerelief und Inschrift: „Am 12. August 1809 weilte hier Theodor Körner Vergiss die treuen Toten nicht“, auf aufgesetzte Tafel: „R. G. V. Görlitz 1895 Gestiftet vom Riesengebirgsverein Ortsgruppe Görlitz“, auf dem Sockel Jahreszahl: „1895“, Bismarckdenkmal auf der Südkuppe, ohne Inschriften | 09282087 |
| Weitere Bilder                          | Reste der mittelalterlichen Burg auf dem Gipfel und am Südhang, der sogenannte „Kleine Turm“ als Ausguck und Schutzhaus, Körner-Denkmal, neue Berggaststätte mit Turm, Bismarckturm, Treppenanlage an der Lindenallee und Brunnenhaus im nordöstlichen Parkbereich (siehe auch Sachgesamtheitsdokument Obj. 09282087) | Fahrstraße 1 (Karte)                                    | 1267/68 (Burg); 1796 (Kleiner Turm); 1863 (neue Berggaststätte); 1895 (Körner-Denkmal); 1901 (Bismarckturm) | Einzeldenkmale der Sachgesamtheit Landeskrone; Bismarckturm nach Standardentwurf des Architekten Wilhelm Kreis, baugeschichtlich und geschichtlich von Bedeutung | 09282086 |
| Direkt Bild zu diesem Denkmal hochladen | Ländliches Wohnhaus | Friedersdorfer Straße 9 (Karte)                         | Um 1850 | Obergeschoss Fachwerk, baugeschichtlich von Bedeutung. Erdgeschoss aus Bruchsteinen. | 09281982 |
| Direkt Bild zu diesem Denkmal hochladen | Wohnhaus mit Garten | Friedersdorfer Straße 12 (Karte)                        | 1933 | Bauherr Alwin Müller, Eigentümer der Leuchtenfabrikation Zittauer Straße (damals Nr. 4), Keller und zwei Geschosse, Granitsockel, Walmdach, rückwärtig Küchen- und Garagenflügel, Architekt Hermann Eder, typischer, im Inneren wie im Äußeren original erhaltener Bau seiner Zeit, orts- und baugeschichtlich von Bedeutung | 09305459 |
|                                         | Mietshaus | Friesenstraße 1 (Karte)                                 | Um 1890 | Baugeschichtlich und städtebaulich von Bedeutung | 09280170 |
|                                         | Wohnhaus mit Einfriedung | Friesenstraße 2 (Karte)                                 | Um 1885 | Baugeschichtlich von Bedeutung | 09280169 |
|                                         | Mietshaus in geschlossener Bebauung, mit Laden | Friesenstraße 3 (Karte)                                 | Um 1890 | Mit Laden, baugeschichtlich und städtebaulich von Bedeutung. Laden enthält heute Post. Originale Schaufensterfront. | 09280168 |
|                                         | Mietshaus, nach links in geschlossener Bebauung | Friesenstraße 5 (Karte)                                 | Um 1890 | Baugeschichtlich und städtebaulich von Bedeutung | 09280167 |
|                                         | Wasserturm | Geschwister-Scholl-Straße 15 (Karte)                    | Um 1890 | Repräsentativ neben einen Bauernhof gebaut, Klinker mit Putzflächen, Bauernhof selbst kein Denkmal, baugeschichtlich und straßenbildprägend von Bedeutung. Laut Aussage vor Ort befindet sich unter dem Turm der Brunnen. | 09280043 |
| Direkt Bild zu diesem Denkmal hochladen | Wohnstallhaus eines Bauernhofes | Grundstraße 17 (Karte)                                  | Bezeichnet mit 1811                                                                                         | Obergeschoss Fachwerk, Laubengang und weiter Dachüberstand, baugeschichtlich von Bedeutung. Beide Scheunen (Nummer 17a, 17b) entlang der Straße 1998 abgebrochen. Heute an dieser Stelle Neubau. Wohnstallhaus stark und wenig denkmalgerecht saniert. | 09280175 |
| Direkt Bild zu diesem Denkmal hochladen | Villa mit Einfriedung | Johann-Sebastian-Bach-Straße 11 (Karte)                 | Um 1890 | Baugeschichtlich von Bedeutung. Klinkerbau, teilweise Putzflächen. Großes Fenster über dem Eingang vermauert. | 09280041 |
| Direkt Bild zu diesem Denkmal hochladen | Töpferei Rhaue-Keramik; Anwesen mit Wohnhaus, Substruktionen, Mauern mit hohen Klinker-Bögen entlang der Straße und nach Südosten, Putzritzungs-Zeichnungen am Werkstattgebäude, Granittreppe mit Eisengeländer und das Eisengeländer am Plateau zwischen Wohnhaus und Werkstattgebäude                               | Kastanienallee 5 (Karte)                                | Mitte 19. Jahrhundert                                                                                       | Töpferei Rhaue, Wohnhaus mit Fachwerk-Obergeschoss, Putzritzungs-Zeichnungen am Werkstattgebäude, baugeschichtlich und regionalgeschichtlich von Bedeutung. Bis 2014 nur Wohnhaus unter Schutz. | 09280045 |
| Direkt Bild zu diesem Denkmal hochladen | Schule | Kastanienallee 14 (Karte)                               | Um 1890 | Baugeschichtlich und ortsgeschichtlich von Bedeutung | 09280047 |
| Direkt Bild zu diesem Denkmal hochladen | Niederhof; Wohnstallhaus und zwei Scheunen eines Bauernhofes | Kastanienallee 16 (Karte)                               | 18. Jahrhundert                                                                                             | Wohnhaus Obergeschoss Fachwerk mit Laubengang mit äußerem Holzaufgang, Granitstufen, eingeschlossen die neuere linke Scheune, baugeschichtlich und wirtschaftsgeschichtlich von Bedeutung | 09280046 |
| Direkt Bild zu diesem Denkmal hochladen | Biesnitzhofen; Kuranstalt und Gaststätte | Kastanienallee 21 (Karte)                               | Um 1880 | Seit etwa 1830 Kuranstalt, 1899 unter Inhaber Richard Struhl Eröffnung einer „Wasserheil- und Terrain-Kuranstalt“ mit Behandlungs-, Gast- und Aufenthaltsräumen, ab 1928 zusätzlich Töchterheim und Gaststätte, ortsgeschichtlich von Bedeutung. Hauptgebäude mit ehemaligem Gasthof im Erdgeschoss Bleiglasfenster (Rautenmuster) und Gewölbe. Die eigene Landwirtschaft und Gärtnerei trugen zur Selbstversorgung bei. Es gab Kohlensäure- und Sauerstoffbäder und auch Bäder im hellen Kiesbett. Der Betrieb wurde durch ein ausgeklügeltes Wasserkreislaufsystem gesichert. Von 1907 bis 1920 führte der Sohn Ernst Struhl das Anwesen, von 1923 bis 1928 Sanitätsrat Dr. Martin Weiser. Ab 1928 zusätzlich unter Franz Gerhardt Töchterheim. Auf Initiative von Margarete Weiser auch öffentliche Gaststätte. Ab 1938 Elly und Joseph Rehlis bis nach 1945. Ab 1950 Internat für Volksbildung. 1951 Kauf durch Stadtgut Görlitz, es wird „Kulturheim zur Förderung des sozialistischen Gedankengutes“. 1952 Einstellung des Gaststättenbetriebs, hier entstehen ein Kindergarten und ein Internat der Erweiterten Oberschule. Ab 1995 zu Wohnzwecken saniert. | 09280135 |
| Weitere Bilder                          | Loensches Rittergut (Sachgesamtheit) | Kastanienallee 23 (Karte)                               | Mitte 19. Jahrhundert                                                                                       | Sachgesamtheit Loensches Gut, auch genannt der Oberhof, Groß-Biesnitz, mit folgenden Einzeldenkmalen: Herrenhaus mit Wirtschaftshof als vierflügelig-geschlossene Anlage, Springbrunnen im Gutshof, Einfriedungsmauer aus Klinker und zwei Torpfeiler entlang der Kastanienallee und Am Loenschen Gut (siehe Einzeldenkmale unter gleicher Anschrift, Obj. 09280180), Gutspark mit Baumbestand, Schmuckanlage mit Gehölzen im Gutshof, Allee an der Straße „Kastanienallee“ und Allee an der Straße „Am Loenschen Gut“ (Gartendenkmal) sowie der Feldmühlgraben mit Feldmühlteich als Sachgesamtheitsteil; baugeschichtlich, ortsgeschichtlich, gartenkünstlerisch und landschaftsgestaltend von Bedeutung. Herrenhaus mit Turm. Flügel entlang der Kastanienallee mit Stallungen, Flügel gegenüber wohl neu aufgebaut, ist aber als Teil des Hofes mit zu schützen. Anlage teilweise recht desolat. Beschreibung des Gartendenkmals: - Bereiche: Schmuckanlage auf dem Gutshof, Gutspark, Baumallee (Kastanien), Baumallee (Linden), angrenzende Obstplantagen und Felder - Gebäude: Brunnenhaus aus Ziegelmauerwerk mit Resten der Pumpenanlage (Rohrleitungen) im Gutspark in Nähe der Kastanienallee, Eiskeller (?) am Hang südlich des Feldmühlgrabens - Einfriedung: zwei Torpfeiler aus Ziegelmauerwerk im Südwesten des Nebengebäudes an der Straße „Kastanienallee“, Ziegelmauer gegenüber dem Gutshof an der Ecke der Straße „Kastanienallee“ und Straße „Am Loenschen Gut“ - Erschließung: Reste eines Fußweges mit Mosaiksteinpflaster auf dem Gutshof, geschwungenes Wegesystem im Gutspark - Gehölze: Solitärbäume (Scheinzypresse, Lärche, Magnolie) und Baumgruppen (Eiben, Lebensbäume) sowie eine Reihe Sträucher (Flieder) auf der Schmuckanlage des Gutshofes, Solitärbäume (zwei Linden) auf dem Gutshof im Nordosten und Südwesten des Herrenhauses, Solitärbäume (Buche, Eiche) und Baumgruppen (Eichen, Linden, Hainbuchen, Bergahorn, Feldahorn) im Südosten des Herrenhauses, Randpflanzungen von Baumreihen (Linden und Eichen) sowie Baumgruppen und Solitärbäumen (Roteichen, Linden, Eichen, Buchen, Bergahorn, Kastanien, Silberweiden) in den Wiesenbereichen und an den Wegen sowie Zugangsbereichen und exponierten Punkten des Gutsparks, Waldbestand (Buchen, Fichten, Winterlinden) des Gutsparks, Baumrondell (Roteichen) im östlichen Wald-Bereich, Baumallee (Kastanien) an der Straße „Kastanienallee“ und Baumallee (Linden) an der Straße „Am Loenschen Gut“ - Parkräume: Wiesental am Feldmühlgraben, Wiese im Südost-Bereich - Wasser: kreisförmiger Springbrunnen mit Betonkante in der Mitte der Schmuckanlage auf dem Gutshof, Feldmühlgraben mit Feldmühlteich im Nord- und Nordost-Bereich des Gutsparks | 09302661 |
| Direkt Bild zu diesem Denkmal hochladen | Herrenhaus mit Wirtschaftshof als vierflügelig-geschlossene Anlage, Springbrunnen im Gutshof, Einfriedungsmauer und zwei Torpfeiler (siehe auch Sachgesamtheitsdokument Obj. 09302661) | Kastanienallee 23 (Karte)                               | Mitte 19. Jahrhundert                                                                                       | Baugeschichtlich und ortsgeschichtlich von Bedeutung. Vierflüglig geschlossene Anlage mit Herrenhaus und Turm, sowie Stallungen. 1856 im Auftrag von F.R.W. Vater errichtet, Herrenhaus datiert 1861. Herrenhaus mit Turm. Flügel entlang der Kastanienallee mit Stallungen, Flügel gegenüber wohl neu aufgebaut, ist aber als Teil des Hofes mit zu schützen. Anlage teilweise recht desolat. | 09280180 |
| Direkt Bild zu diesem Denkmal hochladen | Villa | Landhausstraße 1 (Karte)                                | Um 1910 | Anspruchsvolle Reformarchitektur mit traditionellen Elementen wie Walmdach und Dachturm, baugeschichtlich von Bedeutung. Kleine Putzornamente. Halbrunder Balkon. Zum Teil originale Fenster. Turmanbau. | 09281967 |
| Direkt Bild zu diesem Denkmal hochladen | Villa mit Nebengebäude, wohl Kutscherhaus | Pfaffendorfer Weg 1 (Karte)                             | Bezeichnet mit 1893                                                                                         | Letzteres wohl Kutscherhaus, beide Gebäude historisierend, in gelben Klinkern mit roten Zierklinkern, Jahreszahl in Wand gemauert, baugeschichtlich von Bedeutung. Zum Zeitpunkt der Erfassung originale Fenster, Tür und Jalousien. | 09281964 |
| Direkt Bild zu diesem Denkmal hochladen | Villa Lichtenberg mit Remise | Pfaffendorfer Weg 2 (Karte)                             | Bezeichnet mit 1898                                                                                         | Flächen aus gelbem Klinker, Gliederungselemente Sandstein, Treppenhausturm mit Haube, diese zum Zeitpunkt der Erfassung nicht vorhanden, historisierend, baugeschichtlich von Bedeutung. Schöne geätzte farbige Treppenhausfenster mit figürlichen und floralen Motiven. 1. Obergeschoss Balkongitter. | 09281966 |
| Direkt Bild zu diesem Denkmal hochladen | Wohnstallhaus | Plantagenweg 24 (Karte)                                 | Um 1850 | Obergeschoss Fachwerk, baugeschichtlich von Bedeutung | 09281984 |
| Direkt Bild zu diesem Denkmal hochladen | Wohnstallhaus eines ehemaligen Vierseithofes, mit Stallanbau im rechten Winkel | Plantagenweg 38 (Karte)                                 | Um 1820 | Baugeschichtlich von Bedeutung. Haus mit Hecht. Das Haus ist nach der Sanierung vor allem im Bild stark gestört, Denkmalwert fraglich. Bis 2009 irrtümlich unter Nummer 34 in der Denkmalliste. Mit DRSG saniert. | 09281983 |
| Direkt Bild zu diesem Denkmal hochladen | Allee mit zwei Reihen Linden als Rest der ehemaligen vierreihigen Lindenallee sowie Fußweg mit Belag auf der Nordwest-Seite | Promenadenstraße (Karte)                                | Um 1900 | Der Beginn heißt Biesnitzer Straße, städtebaulich wichtige Grünverbindung zwischen Innenstadt und Landeskrone, ab 1892 Pferdeomnibus, ab 1898 die Elektrische, stadtbaugeschichtliche Bedeutung. Beschreibung des Gartendenkmals: - Bestand: Baumallee (Linden) mit je einer Baumreihe auf der Südost- und Nordwest-Seite der Promenadenstraße, auf der Nordwest-Seite Fußweg mit wassergebundener Decke - Südwestende – Fliederweg: Südost-Seite mit Altbaumbestand und Fußweg mit wassergebundener Wegedecke, Nordwest-Seite Nachpflanzungen und Fußweg mit wassergebundener Wegedecke - Fliederweg – Holunderweg: beidseitig Altbaumbestand, Nordwest-Seite Fußweg mit wassergebundener Wegedecke - Holunderweg – Grundstraße: beidseitig Altbaumbestand mit Nachpflanzungen, Nordwest-Seite Fußweg mit wassergebundener Wegedecke - Grundstraße – Talstraße: Südost-Seite an der Gaststätte Viktoriagarten Baumhain (9 Linden und 2 Kastanien) sowie Nachpflanzungen, Nordwest-Seite Nachpflanzungen und Fußweg mit wassergebundener Wegedecke - Talstraße – Büchtemannstraße: beidseitig Altbaumbestand und Nachpflanzungen, Nordwest-Seite Fußweg mit wassergebundener Wegedecke - Büchtemannstraße – Reichertstraße: beidseitig Altbaumbestand mit Nachpflanzungen - Abschnitt Reichertstraße – Nordostende der Promenadenstraße: beidseitig Altbaumbestand und Nachpflanzungen Bemerkung: Verlust der beiden mittleren Reihen der ehemaligen vierreihigen Lindenallee, Verlust der Befestigung des Fußweges mit wassergebundener Wegedecke auf der Südost-Seite, der Fußweg wurde und wird zurzeit auf dieser Seite mit einem Radweg (Bitumendecke) und einem Gehweg (gelbe Betonplatten) befestigt | 09289036 |
|                                         | Denkmal eines Kesselschmieds, aus Lauchhammer Eisenguss | Promenadenstraße (bei Einmündung Friesenstraße) (Karte) | Entwurf 1917, im Kunstgusskatalog von Lauchhammer 1                                                         | Eisenguss aus Lauchhammer, nackte männliche Figur auf Rundsockel, mit erhobenem Hammer in Bewegung dargestellt, Bildhauer und Medailleur Gerhard Janensch, künstlerisch von Bedeutung | 09282530 |
| Direkt Bild zu diesem Denkmal hochladen | Villa Schultze (später Forellhaus), Stallgebäude mit Kutscherwohnung, Villengarten, Einfriedung und Gartenhaus sowie wertvoller Baumbestand | Promenadenstraße 57 (Karte)                             | 1897 | Anwesen der Kaufleute Eduard und Gustav Schultze, Kutscherhaus mit Remise oder Stall, im Obergeschoss mit Holz verkleidet, Gartenhaus mit anschließender Kegelbahn in Ziegel, Garten mit wertvollem Altgehölzbestand und Wasserbecken, Einfriedung entlang der Promenade Pfeiler mit Eisendrahtfeldern mit Eingangspfosten, entlang der Grundstraße Pfeiler mit Mauer, Natursteinmauer auf der Südseite östliche Hälfte, baugeschichtlich, geschichtlich und gartenkünstlerisch von Bedeutung. Schlossartiger Bau, ganz verwinkelt und malerisch. Villa mit originaler Ausstattung, geätzte Windfangtür. Beschreibung des Gartendenkmals: - Gartenteile: Vorgarten im Nordwesten und Nordosten der Villa, ehemaliger Gemüsegarten im Südosten der Villa, parkähnlicher Garten im Südwesten der Villa - Gartenbauten: Gartenhaus mit Kegelbahn an der südöstlichen Einfriedungsmauer - Einfriedung: an der Nordwest-Grenze zur Promenadenstraße Zaun mit verputztem Sockel und Pfeilern aus Ziegelmauerwerk sowie Zaunfeldern aus Draht mit Metallrahmen und Metallpfeiler, zur Promenadenstraße ein Tor mit zwei verputzten Torpfeilern und zwei Torflügeln aus Metallkonstruktion, zwischen Villa und Bedienstetenwohnhaus zwei verputzte Mauerabschnitte mit profilierter Abdeckung aus Beton und ein Radabweiser aus Granit sowie ein Torflügel und ein Türflügel aus Metallkonstruktion (ein Torflügel, ein Radabweiser und ein Pfeiler zwischen Tor und Tür fehlen), an der Nordostgrenze zur Grundstraße verputzte Mauer und Wirtschaftstor, an der Südostgrenze Mauer aus Ziegelmauerwerk - Wasserelement: rundes Wasserbecken südwestlich der Villa - Gehölze: Solitärbaum (Buche) an der Nord-Ecke des Grundstücks, Baumgruppe (sechs Linden) im Süden der Villa, Sträucher (u. a. Rhododendron, Flieder) im Nordwesten und Südwesten der Villa, Altbaumbestand (vorwiegend Buche, Hainbuche, Linde, Ulme, Eiche) im Parkbereich - Blickbeziehung: von der Villa durch den gesamten Garten nach Südwesten entlang der Mittelachse des Grundstücks Bemerkung: das Grundstück ist stark verwildert, die Wege sind überwachsen. | 09280174 |
|                                         | Wohnhaus | Promenadenstraße 58 (Karte)                             | Um 1890 | Historisierender Putz-Klinker-Bau, übergiebelter Mittelrisalit zur Straße, baugeschichtlich von Bedeutung | 09280172 |
|                                         | Hohenzollernburg; Gasthof mit Saal und Turm | Promenadenstraße 60 (Karte)                             | Um 1862 | Im 2. Weltkrieg Soldatenunterkunft und Turnhalle, danach bis in die 90er Jahre Schule, baugeschichtlich und ortsgeschichtlich von Bedeutung | 09280171 |
|                                         | Villa Elfriede / Ilse | Promenadenstraße 64 (Karte)                             | Um 1890 | Teilweise Klinker, schichtenweise schwarz glasierte Steine, Mittelgiebel, Türmchen auf jeder Seite, historisierend, baugeschichtlich von Bedeutung. Treppenhaus farbige Bleiglasfenster. Im Erdgeschoss Altan, im Obergeschoss Balkon mit Gitter. | 09280173 |
| Direkt Bild zu diesem Denkmal hochladen | Wohnhaus | Promenadenstraße 65 (Karte)                             | Um 1890 | Mittelrisalit mit Giebel zur Straße, baugeschichtlich von Bedeutung, originale Fenster | 09281953 |
| Direkt Bild zu diesem Denkmal hochladen | Wohnhaus | Promenadenstraße 67 (Karte)                             | Um 1905 | Haus eingeschossig mit ziegelsichtigem Sockel und großem gebrochenem Dach, Brunnen mit Schacht in Ziegeln und hölzerner Pumpe, baugeschichtlich von Bedeutung, originale Fenster | 09281952 |
| Direkt Bild zu diesem Denkmal hochladen | Wohnhaus und Einfriedung | Promenadenstraße 81 (Karte)                             | Um 1910 | Einfriedung Eisendrahtzaun aus dem ausgehenden 19. Jahrhundert, baugeschichtlich von Bedeutung. Das Dach hatte bei Erfassung 1992 Firstziegel mit Krabben. | 09281938 |
| Direkt Bild zu diesem Denkmal hochladen | Wohnhaus und Einfriedung | Promenadenstraße 83 (Karte)                             | Um 1890 | Haus durch Eckturm wie Eckhaus ausgebildet, Einfriedung Eisendrahtzaun aus dem ausgehenden 19. Jahrhundert, baugeschichtlich von Bedeutung. Dachbekrönungen. Rückseite Farbglasfenster. | 09281939 |
| Direkt Bild zu diesem Denkmal hochladen | Gartenpavillon | Promenadenstraße 83 (bei) (Karte)                       | 1896/1897                                                                                                   | Hölzerner polygonaler Pavillon, Bauherr war der Rentier Matheus, gebaut durch Zimmermeister Räuschel, geschichtlich und baugeschichtlich von Bedeutung | 09301018 |
| Direkt Bild zu diesem Denkmal hochladen | Wohnhaus und Wirtschaftshof mit Scheune und Nebengebäude einer einstigen Baumschule sowie Grundstück unmittelbar an der Promenadenstraße, hier Reste der Einfriedung sowie Baumbestand und erhöhter Sitzplatz mit Mauer und Stufen                                                                                    | Promenadenstraße 85 (Karte)                             | Um 1850 | Der Hof mit Wohnhaus und Wirtschaftsgebäuden älter, gehörte später zur sich anschließenden Baumschule und Rosenschule (diese keine Denkmale), Allee aus Säulen-Eichen von der Promenadenstraße zum Gärtnereianwesen, wertvoller Altgehölzbestand, baugeschichtlich und ortsgeschichtlich von Bedeutung. - Einfriedung: Eisendrahtzaun zur Promenadenstraße - Garten gliedert sich in drei Gartenräume: den als Vorgarten gestalteten Bereich zur Promenadenstraße, den westlich des Wohnhauses befindlichen Bereich des Gartens und den östlich des Wohnhauses befindlichen Bereich des Gartens - Wegesystem: derzeit nicht mehr ablesbar, möglicher weise aber nur überwachsen - Gartenausstattung: in der Nordwestecke erhöhter Sitzplatz (sogenannte „Neugierde“) aus verputztem Ziegelmauerwerk, in den Ecken mit Pfeilern und profilierten Aufsätzen, zwei Findlinge im Vorgartenbereich - Allee: repräsentative Allee aus Säulen-Eichen (Quercus robur ‚Fastigiata‘) von der Promenadenstraße zum Anwesen der Gärtnerei - wertvoller Altgehölzbestand aus einer Hainbuche (Carpinus betulus), einer Winter-Linde (Tilia cordata), drei Berg-Ahornen (Acer pseudoplatanus), einem Spitz-Ahorn (Acer platanoides), einer Baum-Hasel (Corylus colurna), einer Stiel-Eiche (Quercus robur), drei Eiben (Taxus baccata) und einer Schwarz-Kiefer (Pinus nigra), finden sich eine Rot-Eiche (Quercus rubra), drei Blau-Fichten (Picea pungens 'Glauca') und zwei Tulpenbäume (Liriodendron tulipifera) - Strauchbestand durch die fehlende Pflege stark reduziert: Flieder (Syringa vulgaris) am Sitzplatz sowie Bauernjasmin (Philadelphus coronarius) in den Randbereichen, Rest einer ehemals geschnittenen Hainbuchenhecke (Carpinus betulus) an der Westseite des Grundstücks | 09281940 |
| Direkt Bild zu diesem Denkmal hochladen | Wohnhaus mit Einfriedung | Promenadenstraße 89 (Karte)                             | Um 1910 | Rauhputzflächen als dekoratives Element, baugeschichtlich von Bedeutung | 09281941 |
| Direkt Bild zu diesem Denkmal hochladen | Wohnstallhaus mit Seitengebäude im Winkel | Promenadenstraße 95 (Karte)                             | Um 1860 | Baugeschichtlich von Bedeutung, Seitengebäude mit Staffelgiebel und Toreinfahrten | 09281951 |
| Direkt Bild zu diesem Denkmal hochladen | Gasthof Burghof | Promenadenstraße 97 (Karte)                             | Wahrscheinlich 1898                                                                                         | Obergeschoss und Mittelrisalit Klinker mit Putzgliederung, Erbauer war wahrscheinlich der Orgelbaumeister Karl Hoffmann aus Leschwitz, baugeschichtlich und ortsgeschichtlich von Bedeutung. Mittelrisalite zur Straße und zu den Seiten. Erdgeschoss verputzt, Obergeschosse Klinker. | 09281950 |
| Direkt Bild zu diesem Denkmal hochladen | Wohnhaus (Imbisshalle; Schweizerhaus) | Promenadenstraße 99 (Karte)                             | Um 1892 | Einst Gaststätte, Klinker, baugeschichtlich von Bedeutung. Obergeschoss und Mittelrisalit Backstein, Erdgeschoss verputzt. Einrichtung entstanden aus dem „Piontekschen Wurstgeschäft mit Frühstücksstube“ von 1892. | 09281949 |
|                                         | Wohnhaus | Promenadenstraße 106 (Karte)                            | Um 1890 | Stark ausgeformte historische Putzgliederungen, baugeschichtlich von Bedeutung. Nebengebäude 2017 nach Ortsbegehung als Denkmal gestrichen. | 09281937 |
| Direkt Bild zu diesem Denkmal hochladen | Scheune | Promenadenstraße 114 (Karte)                            | Um 1850 | Baugeschichtlich und wirtschaftsgeschichtlich von Bedeutung, Tore stark verändert | 09281943 |
| Direkt Bild zu diesem Denkmal hochladen | Wohnhaus, Scheune und zwei Seitengebäude | Promenadenstraße 118 (Karte)                            | Bezeichnet mit 1874                                                                                         | Baugeschichtlich und wirtschaftsgeschichtlich von Bedeutung, Bauernhof nach vier Seiten geschlossen | 09281942 |
|                                         | Touristenheim; Gasthof mit vorgelagerter Holzveranda | Promenadenstraße 120 (Karte)                            | 1916 | Entstanden aus dem 1851 begründeten Gerichtskretscham, 1884 Ausbau mit Tanzsaal im Obergeschoss, baugeschichtlich und ortsgeschichtlich von Bedeutung | 09281944 |
|                                         | Wohnhaus | Promenadenstraße 122 (Karte)                            | Um 1850 | Wohl einst Gasthof, baugeschichtlich von Bedeutung. Bei dem Bau am Platz fehlen die Mittelbalkone. Abbruch nur des Nebengebäudes. | 09281945 |
| Direkt Bild zu diesem Denkmal hochladen | Wohnhaus, Seitengebäude und Scheune eines Bauernhofes | Schlaurother Straße 2 (Karte)                           | Bezeichnet mit 1876                                                                                         | Baugeschichtlich und wirtschaftsgeschichtlich von Bedeutung | 09281947 |
| Direkt Bild zu diesem Denkmal hochladen | Kinderheim (Kinderheim preuß. Oberlausitz; Kreis-Kinderheim) mit Garten (Nebenanlage) | Schlaurother Straße 10 (Karte)                          | 1891 | 1891 gebaut als Kinderheim der Preußischen Oberlausitz, dieser Bau längs der Schlaurother Straße, mit Risalit in der Mitte und Krüppelwalmdach, seit dem Umbau der 1930er Jahre schlicht, Sockelzone Klinker, sonst Putzbau. Baugeschichtlich und sozialgeschichtlich von Bedeutung. Originale Fenster. Profil am Hauptgesims. | 09281963 |
| Direkt Bild zu diesem Denkmal hochladen | Oberlausitzer Synodal-Diakonie; Landständisches Diakonissenhaus, mit kleinem Nebengebäude | Schlaurother Straße 11 (Karte)                          | Bezeichnet mit 1910                                                                                         | Landständisches Schwesternheim, baugeschichtlich und ortsgeschichtlich von Bedeutung. Treppenaufgang und Portal aus Klinker. Mittelrisalit mit Relieftafeln. An der Rückseite Schleppgauben und Fledermausgauben. | 09281960 |
| Direkt Bild zu diesem Denkmal hochladen | Oberlausitzer Synodal-Diakonie; Säuglingsheim | Schlaurother Straße 12 (Karte)                          | Um 1930 | Baugeschichtlich und ortsgeschichtlich von Bedeutung | 09281961 |
| Direkt Bild zu diesem Denkmal hochladen | Oberlausitzer Synodal-Diakonie; Altenheim Gottessegen | Schlaurother Straße 14 (Karte)                          | Um 1928 | Baugeschichtlich und ortsgeschichtlich von Bedeutung. Gliederung mit Gurtgesimsen. Modernere Auffassung als bei Nummer 12. | 09281962 |
| Direkt Bild zu diesem Denkmal hochladen | Wohnhaus | Schlaurother Straße 25 (Karte)                          | Um 1900 | Schweizerhausstil, baugeschichtlich von Bedeutung. Flach geneigtes Dach. Hölzerne Loggien. | 09281979 |
| Direkt Bild zu diesem Denkmal hochladen | Villa Haus Eva | Schlaurother Straße 29a (Karte)                         | Um 1920 | Baugeschichtlich von Bedeutung, Putzbau mit originalen, teils polygonal gebrochenen Fenstern | 09281977 |
| Direkt Bild zu diesem Denkmal hochladen | Villa | Schönbergerstraße 2 (Karte)                             | Um 1905 | Baugeschichtlich von Bedeutung, im Heimatstil. In den Obergeschossen Fachwerk. Granitquader. 1. Obergeschoss verziegelt, offene Veranden. | 09281955 |
| Direkt Bild zu diesem Denkmal hochladen | Villa mit Gartenpavillon und Einfriedungszaun | Schönbergerstraße 8 (Karte)                             | Um 1905 (Villa); bezeichnet mit 1916 (Gartenpavillon)                                                       | Putzbau im Reformstil, Zaun Granitpfosten mit Eisengittern, baugeschichtlich von Bedeutung. Originale Fenster mit vielen Sprossen, zum Teil Farbglas. Hecht. Landhausstil. Beschreibung der Gartenelemente: - Einfriedung: nördlicher Einfriedungszaun mit verputztem Sockel sowie Pfeilern und Zaunfeldern aus Metallkonstruktion, Nord-Tor mit zwei Flügeln aus Metallkonstruktion, östlicher Einfriedungszaun mit Sockel und Pfeilern aus Granitsteinmauerwerk sowie Zaunfeldern aus Metallkonstruktion, Ost-Pforte mit zwei Türflügeln aus Metallkonstruktion - Gehölze: Obstbäume - Gartenbauten: in Nähe der Nordwestecke des Gartens achteckiger Gartenpavillon aus Metallkonstruktion, in der Wetterfahne bezeichnet: „1914“, Zugangstreppe mit 5 Stufen vom Bürgersteig an der Schönberger Straße zur Ost-Pforte | 09281956 |
| Direkt Bild zu diesem Denkmal hochladen | Villa mit Einfriedung (Betonpfosten mit Eisengittern) | Schönbergerstraße 10 (Karte)                            | Um 1905 | Landhausstil, ein Geschoss, großes gebrochenes Dach, baugeschichtlich von Bedeutung. Sockelzone Ziegel. Jalousiekästen original erhalten. Einfriedung Betonpfosten mit Eisengittern. | 09281957 |
| Direkt Bild zu diesem Denkmal hochladen | Villa | Schönbergerstraße 12 (Karte)                            | Um 1910 | Baugeschichtlich von Bedeutung. Originale Fenster. Ein farbiges Bleiglasfenster. | 09281958 |
| Direkt Bild zu diesem Denkmal hochladen | Villa | Schönbergerstraße 14 (Karte)                            | Um 1910 | Baugeschichtlich von Bedeutung. Originale Fenster. Souterrain-Fenstervergitterung Jugendstil. | 09281959 |
| Direkt Bild zu diesem Denkmal hochladen | Gasthof | Schönbergerstraße 15 (Karte)                            | Bezeichnet mit 1897                                                                                         | Zwei Flügel im Winkel, mit Sälen und Fremdenzimmern, Hauptbau Klinker, Bau senkrecht zum Hang mit Souterrain und Erdgeschoss in unverputztem Bruchsteinmauerwerk, Obergeschoss Klinker, spätestens ab 1952 Ostsachsendruck, baugeschichtlich von Bedeutung. Gestaltung mit gelben und roten Klinkern, die Ornamente ergeben. Sockel und Erdgeschoss zyklopisch versetztes Bruchsteinmauerwerk. Originale Fenster. Im eingeschossigen Anbau an der Schönbergerstraße war das Café. | 09281954 |
| Direkt Bild zu diesem Denkmal hochladen | Villa mit Garten | Schönbergerstraße 23 (Karte)                            | Um 1895 | Noch historisierend, profilierte Gustgesimse, Treppenhaus farbige Bleiglasfenster mit floralen Motiven, Firstziegel mit Krabben, baugeschichtlich von Bedeutung | 09281965 |
| Direkt Bild zu diesem Denkmal hochladen | Villa | Südoststraße 39 (Karte)                                 | Um 1890 | Klinkerbau, ein Geschoss mit ausgebautem Mansarddach, baugeschichtlich von Bedeutung | 09280042 |
| Direkt Bild zu diesem Denkmal hochladen | Villa | Südoststraße 51 (Karte)                                 | nach 1910                                                                                                   | Eingeschossig mit voll ausgebautem Mansarddach, vornehm durchgearbeitet, baugeschichtlich von Bedeutung | 09285636 |
| Direkt Bild zu diesem Denkmal hochladen | Wohnhaus mit Einfriedungsmauer | Südoststraße 53 (Karte)                                 | 1935 | Anspruchsvolle Architektur der 1930er Jahre mit vielen erhaltenen Details, baugeschichtlich von Bedeutung | 09280806 |
| Direkt Bild zu diesem Denkmal hochladen | Parallelhof mit Fachwerkwohnhaus und Klinkerscheune | Talstraße 1 (Karte)                                     | Um 1850 (Wohnhaus); 1922 (Scheune)                                                                          | Bauherr der Scheune war Generaldirektor V. Krebs aus Weißwasser, baugeschichtlich und hausgeschichtlich von Bedeutung. Die Scheune ist Februar 2015 unverändert. | 09280044 |
|                                         | Wohnhaus (Nr. 65) und Stallgewölbe (in Nr. 63i und k) | Walther-Rathenau-Straße 63i, 63k, 65 (Karte)            | Um 1870 | Baugeschichtlich von Bedeutung. Wohnhaus (Nummer 65) mit originalen Fenstern mit Kompositkapitellen. Stallgewölbe aus dem nördlichen Seitengebäude (Nummer 63i, 63k) in Neubau integriert. Alle übrigen Hofgebäude (Scheunen) abgebrochen, heute an deren Stelle Neubauten. | 09281985 |

## Streichungen von der Denkmalliste
| Bild                                    | Bezeichnung                                                      | Lage                             | Datierung                                             | Beschreibung | ID       |
| --------------------------------------- | ---------------------------------------------------------------- | -------------------------------- | ----------------------------------------------------- | --- | -------- |
|                                         | Wohnhaus und Einfriedungsmauer                                   | Friedersdorfer Straße 8 (Karte)  | Um 1895 (Wohnhaus); bezeichnet mit 1897 (Nebenanlage) | Flächen aus gelbem Klinker mit rotem Muster, Klinkermauer rot mit gelben Mustern, baugeschichtlich von Bedeutung. Zwischen 2017 und 2024 aus der Denkmalliste gestrichen.                             | 09281980 |
|                                         | Ländliches Wohnhaus mit angebauter Scheune und Einfriedungsmauer | Friedersdorfer Straße 10 (Karte) | Um 1850 (Bauernhaus); 1897 (Einfriedung)              | Entlang der Straße Klinkermauer rot mit gelbem Muster, bezeichnet mit 1897, baugeschichtlich von Bedeutung. Wohnhaus mit originalen Fenstern. Zwischen 2017 und 2024 aus der Denkmalliste gestrichen. | 09281981 |
| Direkt Bild zu diesem Denkmal hochladen | Villa                                                            | Schlaurother Straße 29 (Karte)   | 1920er Jahre                                          | Baugeschichtlich von Bedeutung; nach 2014 von der Denkmalliste gestrichen | 09281978 |

## Tabellenlegende
- Bild: Bild des Kulturdenkmals, ggf. zusätzlich mit einem Link zu weiteren Fotos des Kulturdenkmals im Medienarchiv Wikimedia Commons. Wenn man auf das Kamerasymbol klickt, können Fotos zu Kulturdenkmalen aus dieser Liste hochgeladen werden:
- Bezeichnung: Denkmalgeschützte Objekte und ggf. Bauwerksname des Kulturdenkmals
- Lage: Straßenname und Hausnummer oder Flurstücknummer des Kulturdenkmals. Die Grundsortierung der Liste erfolgt nach dieser Adresse. Der Link (Karte) führt zu verschiedenen Kartendiensten mit der Position des Kulturdenkmals. Fehlt dieser Link, wurden die Koordinaten noch nicht eingetragen. Sind diese bekannt, können sie über ein Tool mit einer Kartenansicht einfach nachgetragen werden. In dieser Kartenansicht sind Kulturdenkmale ohne Koordinaten mit einem roten bzw. orangen Marker dargestellt und können durch Verschieben auf die richtige Position in der Karte mit Koordinaten versehen werden. Kulturdenkmale ohne Bild sind an einem blauen bzw. roten Marker erkennbar.
- Datierung: Baubeginn, Fertigstellung, Datum der Erstnennung oder grobe zeitliche Einordnung entsprechend des Eintrags in der sächsischen Denkmaldatenbank
- Beschreibung: Kurzcharakteristik des Kulturdenkmals entsprechend des Eintrags in der sächsischen Denkmaldatenbank, ggf. ergänzt durch die dort nur selten veröffentlichten Erfassungstexte oder zusätzliche Informationen
- ID: Vom Landesamt für Denkmalpflege Sachsen vergebene, das Kulturdenkmal eindeutig identifizierende Objekt-Nummer. Der Link führt zum PDF-Denkmaldokument des Landesamtes für Denkmalpflege Sachsen. Bei ehemaligen Kulturdenkmalen können die Objektnummern unbekannt sein und deshalb fehlen bzw. die Links von aus der Datenbank entfernten Objektnummern ins Leere führen. Ein ggf. vorhandenes Icon  führt zu den Angaben des Kulturdenkmals bei Wikidata.